# میگل د سروانتس (فیلم)
میگل د سروانتس (انگلیسی: Cervantes) فیلمی به کارگردانی وینسنت شرمن است که در سال ۱۹۶۷ منتشر شد.

## بازیگران
- هورست بوخهولتس
- جینا لولوبریجیدا
- خوزه فرر
- فرانسیسکو رابال
- لوئی ژوردان
- فرناندو ری
- ژرژ ریگاد
- سوله‌داد میراندا
- ریکاردیو پالاسیوس
- ماریانو ویدال مولینا
- آدریانو دومینگس